# Château de Becheville

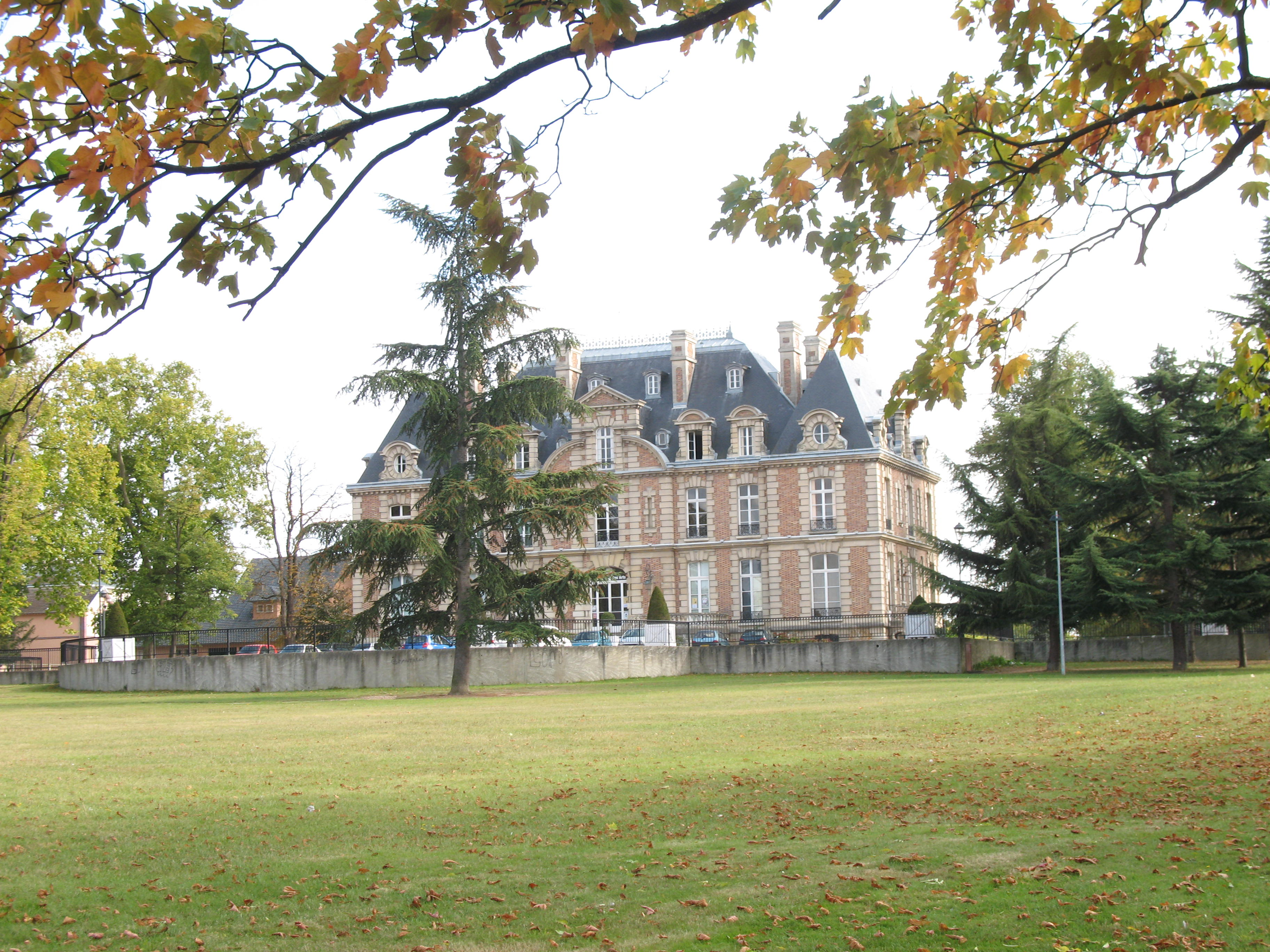
Château de Becheville - Côté jardin

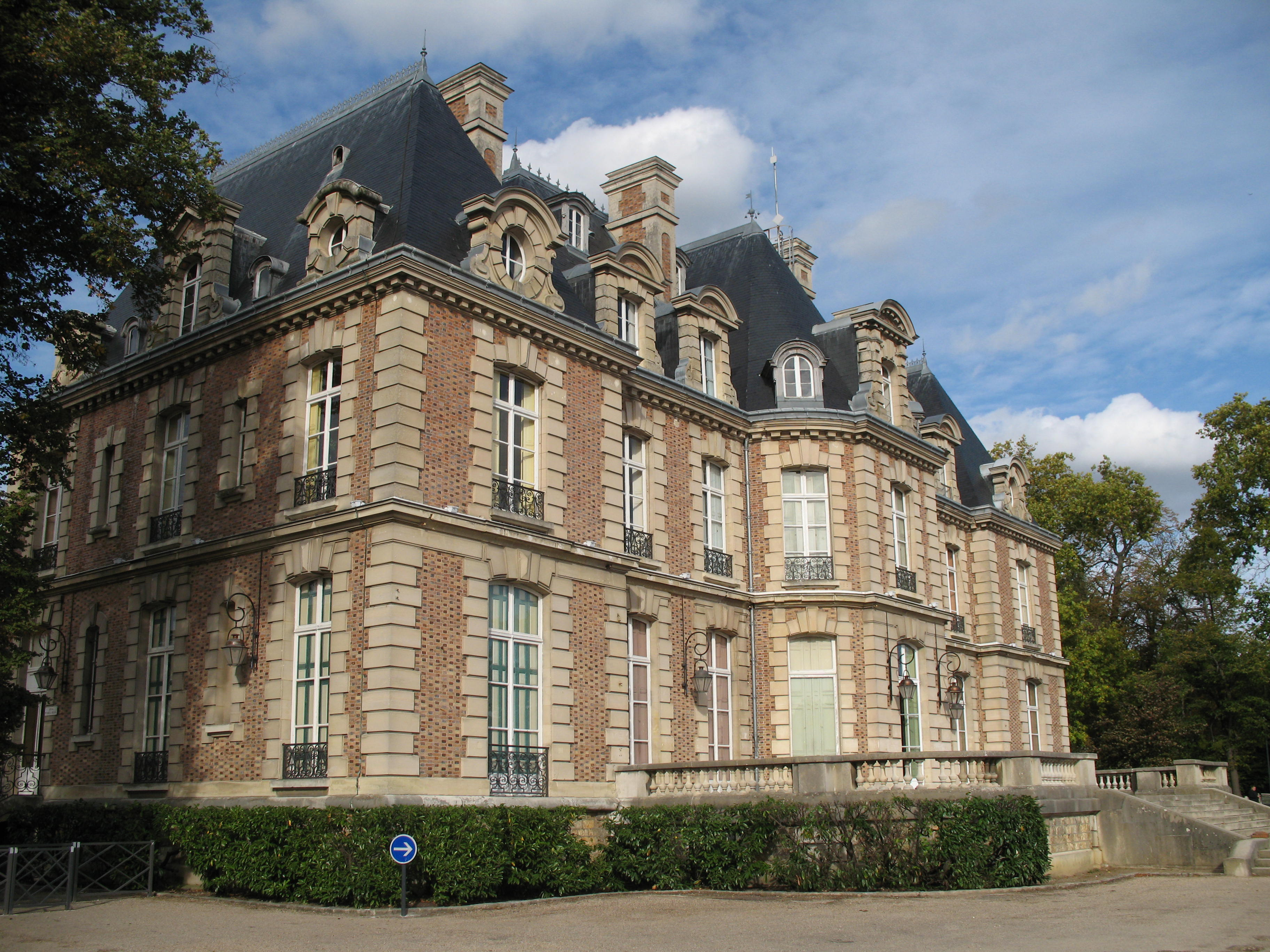
Château de Becheville - Côté cour

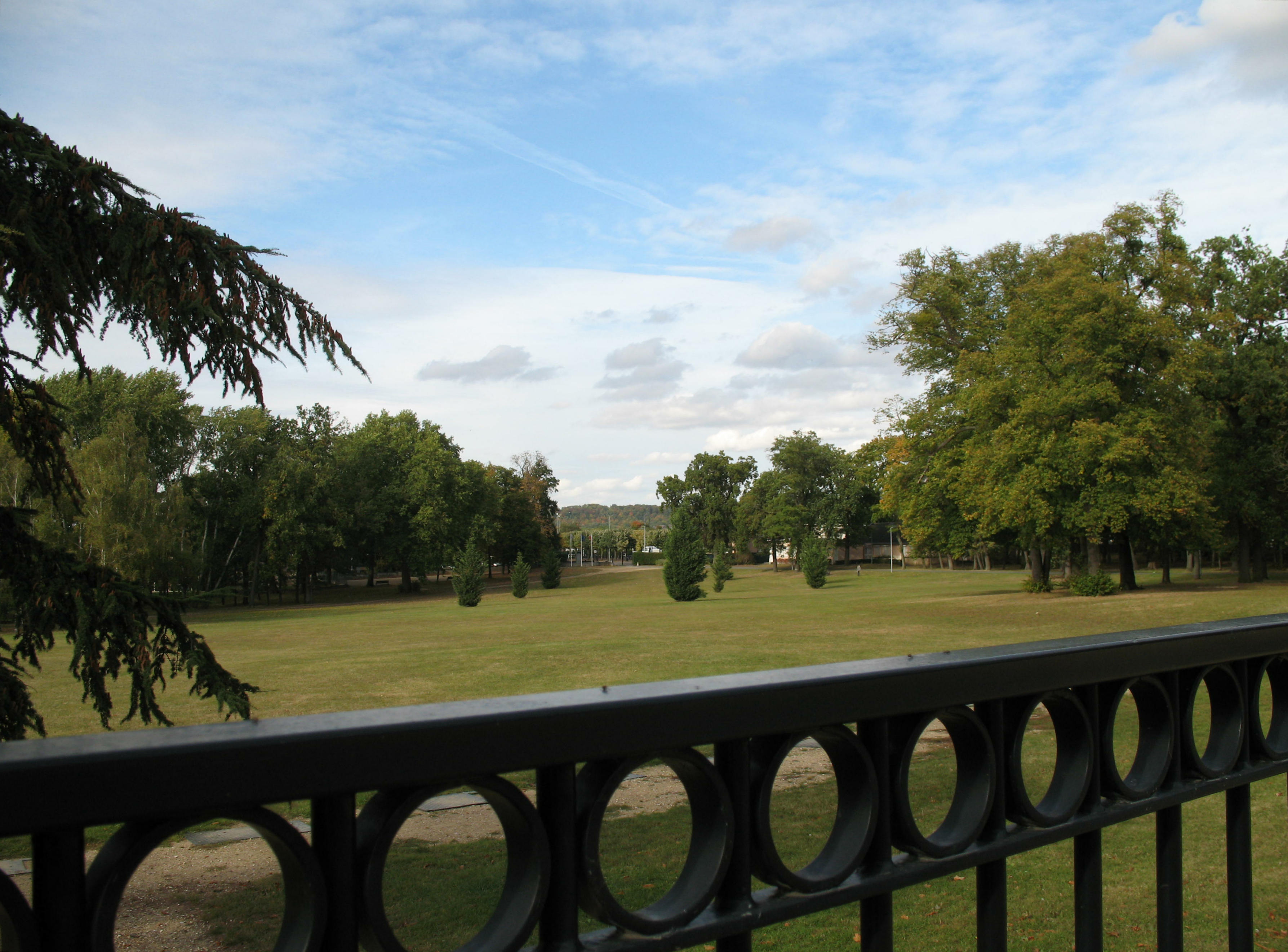
Le parc du château de Becheville

Le château de Becheville est situé sur le plateau de Becheville, commune des Mureaux, dans le département des Yvelines.
Notice no IA78000624 48° 59′ 01″ N, 1° 55′ 09″ E

## Description
- Le château actuel est construit au milieu du XIXe siècle dans le goût du second Empire, typique par son mélange des styles. Le toit est en ardoise ; la façade symétrique possède un parement de briques ; des pierres ornent les chaînages et les fenêtres. Dans les salles à haut plafond, les fenêtres (chiens-assis et œils-de-bœuf), les tapisseries et les miroirs témoignent encore du style Empire. Les boiseries murales s'inspirent de Pompéi : tête romaine dans un médaillon, motifs de fleurs et d'animaux (colombe, papillon), frise de fleurs entourant la pièce. Il y a aussi une salle de chasse et une salle de musique.
- Le château possède une huile sur toile intitulée L'Automne ou Le Repos après la chasse, restaurée à la fin du XXe siècle. Il s'agit d'une copie ancienne d'une œuvre de François Boucher datant de 1734 et aujourd'hui disparue. Dans la même salle se trouve un tableau représentant un cavalier abreuvant ses chevaux à une fontaine.
- Un alignement de petits porte-manteaux rappelle que le château fut un temps transformé en école.
- Un parc boisé, qui couvrait initialement 22 hectares, fait face au château. Une glacière permettait de conserver les provisions.

## Historique
- Pendant plus de deux siècles, la famille de Vion, originaire de Bourgogne, possède les seigneuries des Mureaux et de Becheville. On trouve, successivement :
  - Jean Ier de Vion ( - 1537) (ép. Marie de Janailhac)
  - Guillaume de Vion (1506 - 1571), fils du précédent (ép. Marie de Fontaines)
  - Jacques 1er de Vion (1535 - 1610), fils du précédent (ép. Marie de Forest)
  - Mathieu de Vion ( - 1645), fils du précédent (ép. Madeleine Bochart de Champigny) ; de cette époque, date la construction du premier château de Becheville.
  - Jacques de Vion, fils du précédent (ép. Madeleine d'Ailly)
  - Jean Paul de Vion ( - ~1727), fils du précédent, dernier seigneur des Mureaux et de Becheville
- En 1776, Pierre Louis Randon de Lucenay, chevalier, achète le domaine de Becheville. Il se rend populaire en renonçant, les mauvaises années, à percevoir l'impôt sur les récoltes de ses paysans. À la Révolution, il abandonne de plein gré ses privilèges et sauve ainsi sa vie et son château.
- En 1811, Pierre Daru (1767-1829), homme d'État et comte d'Empire, acquiert le domaine. La même année, les Daru reçoivent au château leur cousin Stendhal, qui y passe trois semaines. Il courtise vainement Alexandrine Daru, épouse de son hôte. Après cette déception amoureuse, il part pour l'Italie. Il relatera cet événement dans son roman, Le Rouge et le Noir : Alexandrine y devient Madame de B et le château porte divers pseudonymes. Le romancier avoue avoir « perdu la bataille de Becheville ». Entre 1850 et 1860, Napoléon Daru, fils de Pierre, fait construire le château actuel.

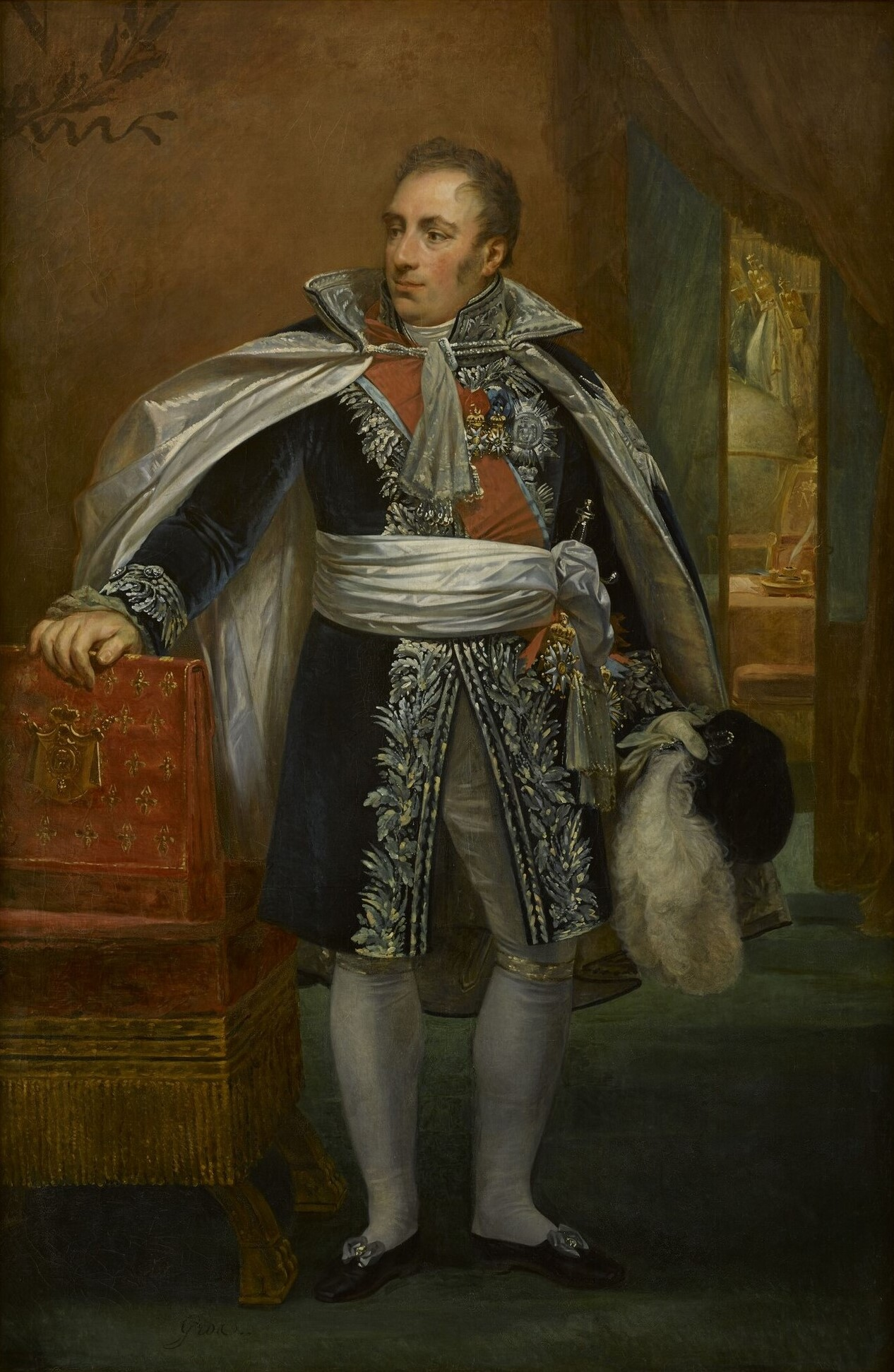
Pierre Daru.
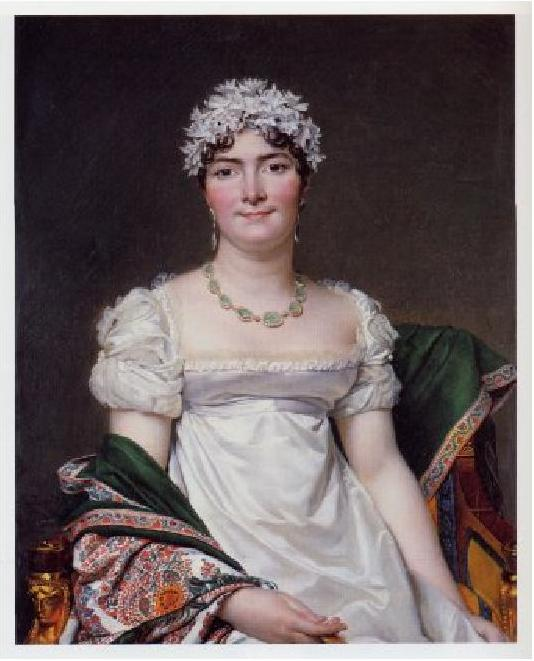
Thérèse-Alexandrine Nardot, épouse de Pierre Daru.
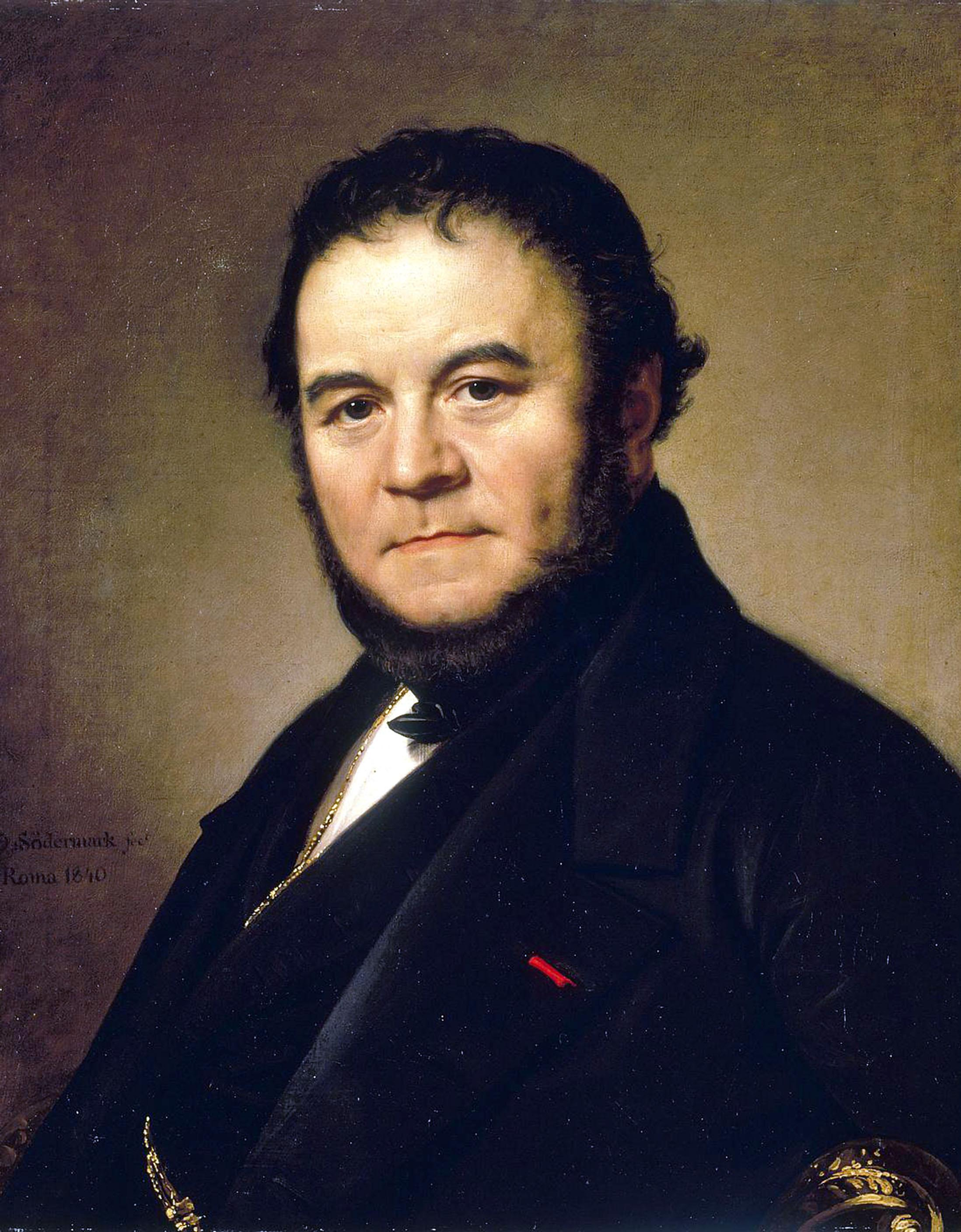
Henri Beyle dit Stendhal.
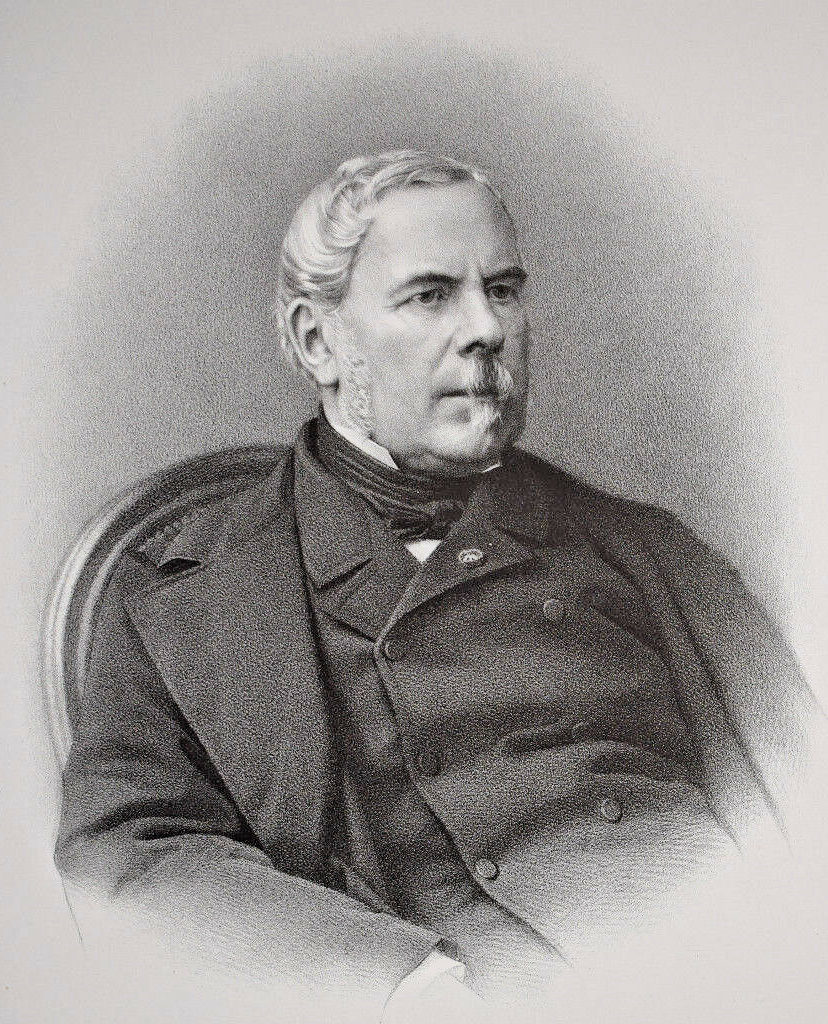
Napoléon Daru.

- Après 1890, année de la mort de Napoléon Daru, Félix Hubin (Paris 1838-1925), négociant en métaux, acquiert la propriété qui compte alors 600 hectares. Divers propriétaires se succèdent jusqu'en 1953, où la ville achète le château et le parc. Le château est transformé en école, le groupe scolaire Jules Ferry, et le parc est en partie loti pour faire face à la croissance démographique.
- Depuis 1977, le château abrite le Centre des Arts, conservatoire municipal de musique.